# グレッグ・デイビス
グレッグ・デイビス（Greg Davis、1948年 - 2003年5月4日）はアメリカ出身の写真家。

## 生涯
1967年から1970年にかけてベトナム戦争で兵役につき、南ベトナムに駐留する。1970年から1974年にかけて京都で生活し、坂田雅子と出会う。アジア各地で撮影活動を行ない、「タイム」などに写真が掲載され、1987年から1998年まで「タイム」の契約写真家としてアジアを取材する。主な取材地には、ベトナム、カンボジア、韓国、北朝鮮、ビルマ、新疆ウイグル自治区、アフガニスタン、ウズベキスタン、アゼルバイジャン、イラン、キルギス、タジキスタンなどがある。
日本の地方に関心を持ち、2002年に群馬県を題材とした写真集『GUNMA 群馬-暮しと人々』を出版。
2003年、肝臓ガンにより死去。のちに、その生涯をもとにした記録映画『花はどこへいった』が坂田雅子によって制作された。